# Linthal (França)
Linthal é uma comuna francesa na região administrativa de Grande Leste, no departamento Alto Reno. Em 2010 a comuna tinha 609 habitantes (densidade: 29,2 hab./km²).